# Heishan
För andra betydelser, se Heishan (olika betydelser).
Heishan är ett härad som lyder under Jinzhous stad på prefekturnivå i Liaoning-provinsen i nordöstra Kina.